# Эльдад, Арье
Арье Эльдад (ивр. אריה אלדד‎) (р. 1 мая 1950, Тель-Авив) — израильский врач и политический деятель, депутат Кнессета от блока «Национальное единство», в рамках которой он возглавляет фракцию «Тиква». В ноябре 2012 года А. Эльдад вышел из «Национального единства» и вместе с Михаэлем Бен-Ари создал движение Оцма ле-Исраэль («Мощный Израиль»).

## Биография
Арье Эльдад родился в Тель-Авиве в 1950 году. Его отец, Исраэль Эльдад, был хорошо известным израильским общественный деятелем и одним из лидеров подпольной группы «Лехи». Арье живёт в поселении Кфар-Адумим, имеет звание «бригадный генерал» («Тат Алюф») в Армии обороны Израиля (АОИ).

### Медицинская карьера
Эльдад изучал медицину в Тель-Авивском университете, где получил докторскую степень. Он является профессором медицины и руководителем отделения пластической хирургии и ожогов в Медицинском центре Хадасса в Иерусалиме. Эльдад служил в армии в должности главного врача и был старшим командиром Врачебного корпуса АОИ в течение 25 лет и достиг звания «тат-алуф» (бригадный генерал). Научные работы Арье Эльдада, посвященные лечению ожогов, известны во всем мире.

### Политическая карьера
Эльдад был впервые избран в Кнессет по списку «Национального Союза» в 2003 году, и стал председателем «Комитета по этике» кнессетa . До запланированного вывода израильских войск из сектора Газа и северной части Западного берега реки Иордан в августе 2005 года, Эльдад был единственным депутатом кнессета, призывающим к ненасильственному гражданскому неповиновению в качестве тактики в борьбе против действий правительства. Эльдад даже выезжал на несколько сотен километров от теперь уже эвакуированного поселения Са-Нур (в северной части Западного берега) в Неве-Дкалим в целях привлечения внимания к противодействию планам одностороннего размежевания.
В феврале 2006 года, во время разрушения форпоста Амона, Эльдад был ранен в ходе столкновения между демонстрантами и полицией, в котором он присутствовал вместе с депутатом кнессета от партии «Мафдаль» Эфи Эйтамом. Мероприятие вызвало шквал критики с обеих сторон, а временный премьер-министр Израиля Эхуд Ольмерт обвинил их в подстрекательстве толпы к нападению на полицию. В ответ они обвинили Ольмерта и полицию в чрезмерном применении силы.
В ноябре 2007 года он объявил о создании новой светской правой партии с названием «Ха-Тиква» («Надежда»). В конечном итоге партия прошла в Кнессет на выборах 2009 года в качестве фракции «Национального союза». Эльдад получил третье место в списке альянса и стал депутатом Кнессета, так как «Национальный Союз» получил на выборах четыре мандата.
В 2008 году он представил законопроект на рассмотрение Кнессета, в котором он предлагает выселить арабских жителей Хеврона «для того, чтобы защитить евреев Хеврона».
В 2009 году Эльдад выдвинул предложение о предоставлении палестинским арабам иорданского гражданства, что вызвало официальный протест со стороны иорданского министра иностранных дел. Несмотря на это, он инициировал сбор подписей под петицией к королю Иордании с целю признать Иорданию национальным домом палестинского народа. Сбор подписей ведётся в том числе и в странах СНГ.

#### Политические убеждения
Эльдад является сионистом-ревизионистом, следующим идеям сионистского философа Зеева Жаботинского. Эльдад поддерживает право евреев жить в любой части Эрец-Исраэль и выступает против любых сделок с ООП по поводу суверенитета Израиля. Эльдад выступает против создания какого-либо государства палестинских арабов на западном берегу реки Иордан и называл возможность его создания «стихийным бедствием». По мнению Эльдада создание палестинского государства в Иудее и Самарии приведет к возникновению там центра террора «Хамас» в течение трех дней после передачи Израилем территорий палестинцам. Кроме того, Эльдад считает, что у Государства Израиль никогда не будет мира с арабами .

## Семья
Он живёт в Кфар-Адумим, женат на Элиор, дочери Джошуа Бен-Циона, имеет пять детей. Его старшая дочь Карни Эльдад певица, участница проекта «Латма», также ранее занимала должность парламентского помощника депутата Кнессета Ури Ариэля.

## Публикации и книги
- «Иерусалим является проблемой», — д-р Исраэль Эльдад и д-р Арье Эльдад — издательство Карта
- «Кот в мешке» (ивр. חתול בשק ‎) — издательство Тамуз Пресс
- «Китайское опьянение» (ивр. שכרון סיני ‎) — издательство Keter Publishing House)
- Исраэль и Арье Эльдад. Задача — Иерусалим Фрагменты из книги
- Около 120 профессиональных статей по пластической хирургии — ожоги, военная медицина, общественное здравоохранение